# David Higgins
David Higgins (Man-sziget, 1972. november 14. –) brit raliversenyző, egyszeres brit ralibajnok. Testvére, Mark Higgins szintén sikeres raliversenyző.

## Pályafutása
1994 és 2008 között tizenhat világbajnoki versenyen állt rajthoz. Ez időszak alatt sosem sikerült az abszolút értékelésben pontot érő helyen zárnia. A 2001-es brit ralin megnyerte az N csoportos értékelést.
1997-ben, 1999-ben és 2002-ben N csoportos-, még 2004-ben abszolút brit ralibajnok volt.
Pályafutása során több földrészen versenyzett. Jelentős sikereket ért el kínai, orosz és amerikai raliversenyeken. A 2007-es kína-ralin megnyerte az interkontinentális ralibajnokság értékelését.

## Külső hivatkozások
- Hivatalos honlapja
- Profilja az ewrc.cz honlapon
- Profilja a rallybase.nl honlapon